# SpVgg Groß-Flottbek
Die Groß Flottbeker Spielvereinigung von 1912 e.V. ist ein deutscher Sportverein mit Sitz im Hamburger Stadtteil Groß Flottbek. Größere Bekanntheit bekam der Verein durch seine Frauenfußballmannschaft, welche von der Saison 1988/89 bis zur Spielzeit 1989/90 in der zu dieser Zeit noch erstklassigen Oberliga Nord spielte.

## Geschichte
Der Verein wurde am 7. Juli 1912 gegründet. Laut eigenen Angaben hatte man bereits im Jahr 1913 zwei Mannschaften beim Norddeutschen Fußballverband gemeldet.

## Abteilungen
Neben Fußball werden im Verein Badminton, Faustball, Skat, Tischtennis sowie Turnen und Gymnastik angebote

### Fußball

#### Frauen
Zur Saison 1988/89 gelang es, in die zu dieser Zeit noch erstklassige Oberliga Nord aufzusteigen und sich mit 13:27 Punkten auf dem achten Platz direkt den Klassenerhalt zu sichern. Nach der darauffolgenden Spielzeit 1989/90 stieg die Mannschaft mit 4:40 Punkten abgeschlagen als Tabellenletzter wieder ab.
In der Saison 2003/04 spielte die Mannschaft um den Aufstieg in die Landesliga, in welcher sie sich mit 23 Punkten auf dem neunten Platz zunächst auch halten konnte. In der Spielzeit 2005/06 löste sich die Mannschaft auf und trat auch ihre zugeloste Partie im Pokal nicht mehr an. 

#### Männer
In der Saison 2023/24 spielt die Mannschaft in der Hamburger Kreisliga 5.